# Ancylobothrys pyriformis
Ancylobothrys pyriformis är en oleanderväxtart som beskrevs av Jean Baptiste Louis Pierre. Ancylobothrys pyriformis ingår i släktet Ancylobothrys och familjen oleanderväxter. Inga underarter finns listade i Catalogue of Life.